# Орден Заслуг (ЦАР)
Орден Заслуг – высшая государственная награда Центрально-Африканской Республики.

## История
Орден Заслуг был учреждён 20 июня 1959 года в четырёх классах для награждения граждан страны и иностранцев за заслуги в гуманитарной, экономической и социальной сферах.
13 октября 1961 года добавлен пятый класс – кавалера.

## Степени
Орденская цепь фактически зарезервирована за президентом страны.
Орден Заслуг имеет пять классов:
- Кавалер Большого креста – золотой знак ордена на чрезплечной ленте и золотая звезда на левой стороне груди.
- Гранд-офицер – золотой знак ордена на нагрудной ленте с розеткой и серебряная звезда на правой стороне груди.
- Командор – золотой знак ордена на шейной ленте.
- Офицер – золотой знак на нагрудной ленте с розеткой.
- Кавалер – серебряный знак на нагрудной ленте.

## Описание
Знак ордена – мальтийский крест белой эмали с каймой чёрной эмали, золотыми бортиками и шариками на концах. Крест наложен на венок из оливковых ветвей в цветных эмалях. В центре креста круглый медальон с каймой голубой эмали. В медальоне на эмали чёрного цвета золотая пятиконечная звезда. При помощи переходного звена в виде венка из двух оливковых ветвей в цветных эмалях знак крепится к орденской ленте.
Реверс знака аналогичен аверсу за исключением центрального медальона, в котором золотыми буквами: в центре год учреждения награды «1959», выше по окружности – «MERITE», ниже по окружности – «CENTRAFRICAIN».
Звезда ордена - мальтийский крест белой эмали с каймой чёрной эмали, золотыми бортиками и шариками на концах и золотыми штралами между перекладин креста в виде семи раздвоенных лучиков (ласточкин хвост), где три попеременно больше остальных.
Лента ордена шелковая муаровая красного цвета с синей и белой полосками, отстающими от края справа и жёлтой и зелёной полосками, отстающими от края слева.

## Иллюстрации

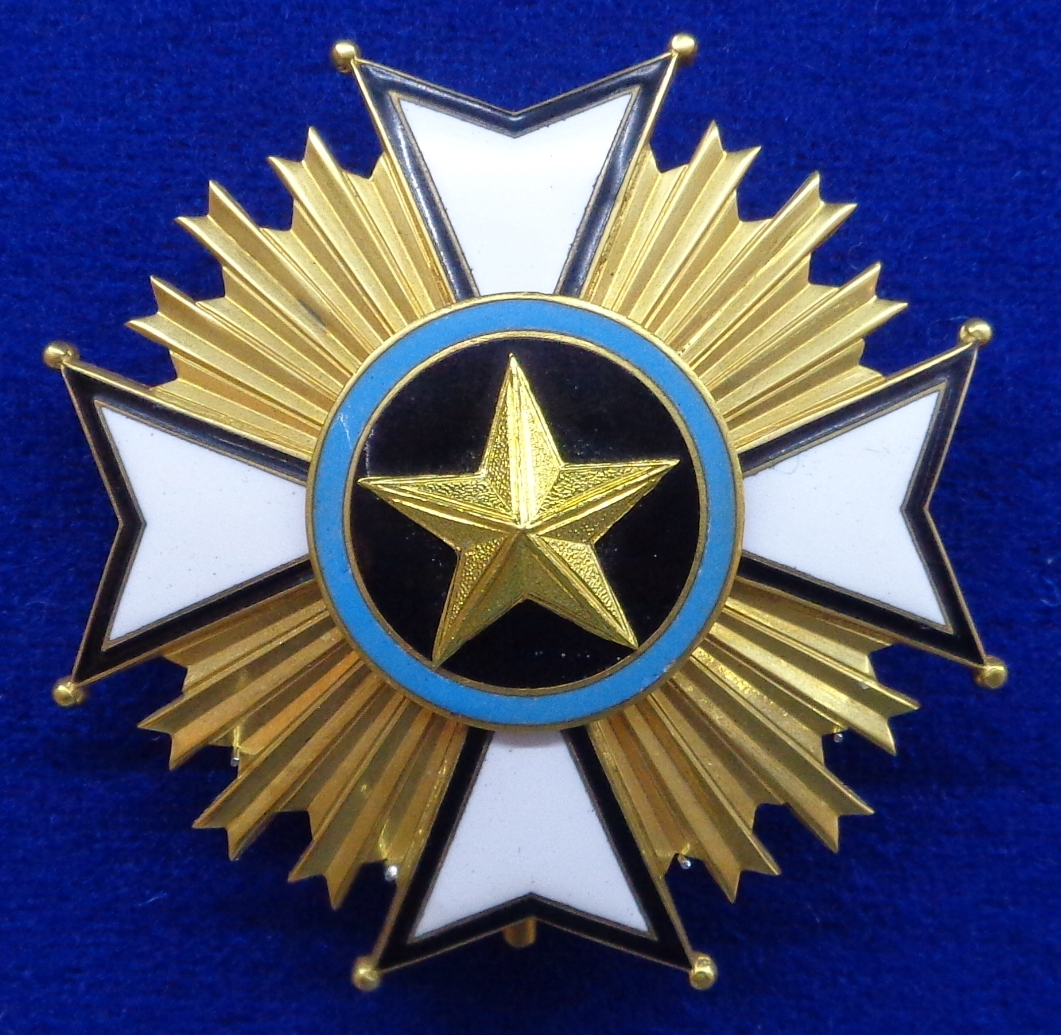
Звезда ордена
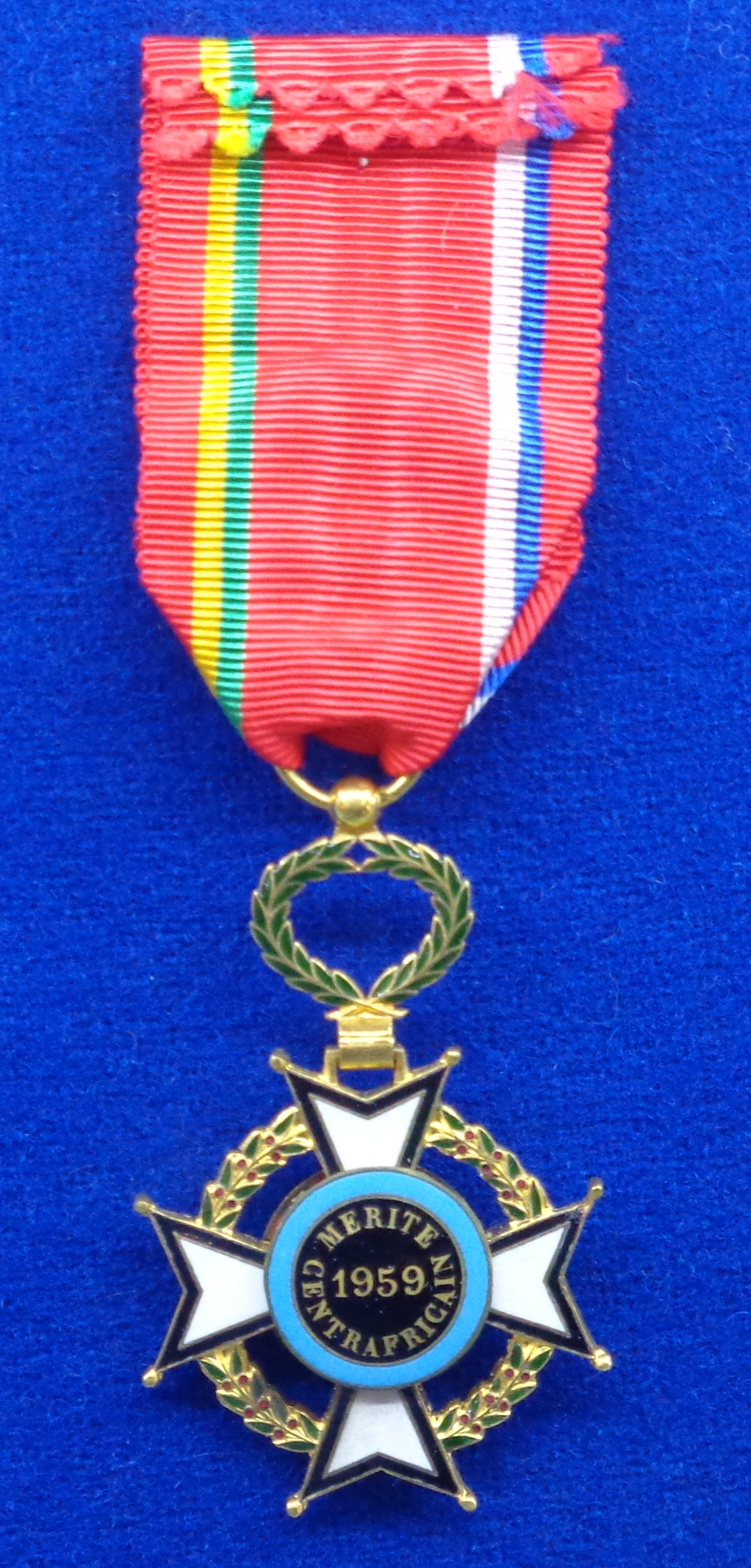
Знак ордена, реверс